# فریدون دانشمند
فریدون دانشمند (زاده ۱۲ دی ۱۳۳۰ در سنندج) فیلم‌نامه‌نویس، نویسنده، نمایش‌نامه‌نویس ایرانی است. او تحصیلات خود را در رشته هنر در انستیتو هنر آموزش و پرورش ادامه داد و تحصیلات ناتمام را در رشته جامعه‌شناسی پشت سر گذاشت. دانشمند فعالیت خود را از طریق نمایشنامه نویسی آغاز نمود و علاوه بر فیلم‌نامه‌نویسی به عنوان دبیر به تدریس در آموزش و پرورش پرداخت.

## فیلم‌نامه‌های سینمایی
- دره هزار فانوس (۱۳۷۲)
- بانی چاو (۱۳۷۴)[۱]
- شهرآشوب (۱۳۸۴)[۲]
- سرزمین خواب (۱۳۹۰)

## فیلم‌نامه‌های تلویزیونی
- دره هزار فانوس (مجموعه – شبکه ۲)
- معین پزشک (سریال – سیمافیلم)
- یونس (سریال – شبکه ۲)
- چه باید کرد؟ (مجموعه – شبکه ۲)
- شهرآشوب (سریال – سیمافیلم)
- یک سؤال و چند جواب (مجموعه – شبکه ۲)
- دهخدا (تله فیلم – شبکه ۲)
- افسانه ماردوش (انیمیشن – مرکز صبا)[۳][۴]
- کاروان مرگ (تله فیلم – شبکه ۱)
- اشک توسکا (تله فیلم – شبکه ۱)
- نخل سوخته (تله فیلم – سیمافیلم)
- برف و آفتاب (تله فیلم – مرکز چهارمحال و بختیاری)
- سوار در باران (تله فیلم – مرکز مازندران)
- زیرخاکی (تله فیلم – مرکز همدان)

## نمایشنامه‌ها
- سایه سیمرغ (تالار وحدت – ۱۳۶۹)

## کتاب‌ها
- رمان افسانه هزار آینه (۱۳۹۵) (به انگلیسی: Legend of the Thousand Mirrors) آسان نشر[۵]

## جوایز
- جایزه ویژه هیئت داوران سیمرغ بلورین دوازدهم دوره جشنواره فیلم فجر برای دره هزار فانوس ۱۳۷۲[۶]
- پروانه زرین بخش رقابتی فیلم‌نامه‌نویسی بیست و چهارمین دوره جشنواره بین‌المللی فیلم کودک و نوجوان برای شیر آژفنداک ۱۳۸۹